# Faronta multistria
Faronta multistria är en fjärilsart som beskrevs av Köhler 1947. Faronta multistria ingår i släktet Faronta och familjen nattflyn. Inga underarter finns listade i Catalogue of Life.